# IC 1693
IC 1693 ist eine linsenförmige Galaxie vom Hubble-Typ S0 im Sternbild Cetus südlich des Himmelsäquators. Sie ist schätzungsweise 263 Mio. Lichtjahre von der Milchstraße entfernt und hat einen Durchmesser von etwa 40.000 Lj.
Im selben Himmelsareal befinden sich u. a. die Galaxien NGC 519, NGC 530, NGC 538, IC 1696.
Das Objekt wurde am 1. Januar 1900 von Herbert Alonzo Howe entdeckt.